# Julian Lennon
Julian Lennon (Liverpool, 8 april 1963), geboren John Charles Julian Lennon, is een Brits muzikant, zanger en songwriter. Hij is de enige zoon van John Lennon en Cynthia Powell. Zijn peetoom was de voormalige Beatles-manager, Brian Epstein. Sean Lennon is zijn jongere halfbroer. Zijn uiterlijk deed met name in zijn jonge jaren zeer sterk denken aan dat van zijn beroemde vader.
Julian Lennon heeft als muzikant altijd in de schaduw gestaan van zijn vader, die de familie verliet toen hij nog jong was. Julian had in Groot-Brittannië een paar hits, onder andere 'Too Late for Goodbyes' (1984) en 'Saltwater' (1991).

## Muzikale referenties
Er wordt gezegd dat Julian de naam aan het lied 'Lucy in the Sky with Diamonds' heeft gegeven - hij gebruikte deze omschrijving voor een tekening die hij had gemaakt van een klasgenootje van hem, Lucy Vodden. Lucy stierf aan de slepende ziekte Lupus in 2009 en sindsdien is Lennon beschermheer van de St. Thomas Lupus Trust dat onderzoek naar deze ziekte financiert. Later schreef Paul McCartney het lied 'Hey Jude' voor hem (het nummer heette eerst Hey Jules, maar Jude klonk beter). 'Good Night', een lied van het White Album, is een lied dat John voor zijn zoon schreef.

## Afbeeldingen

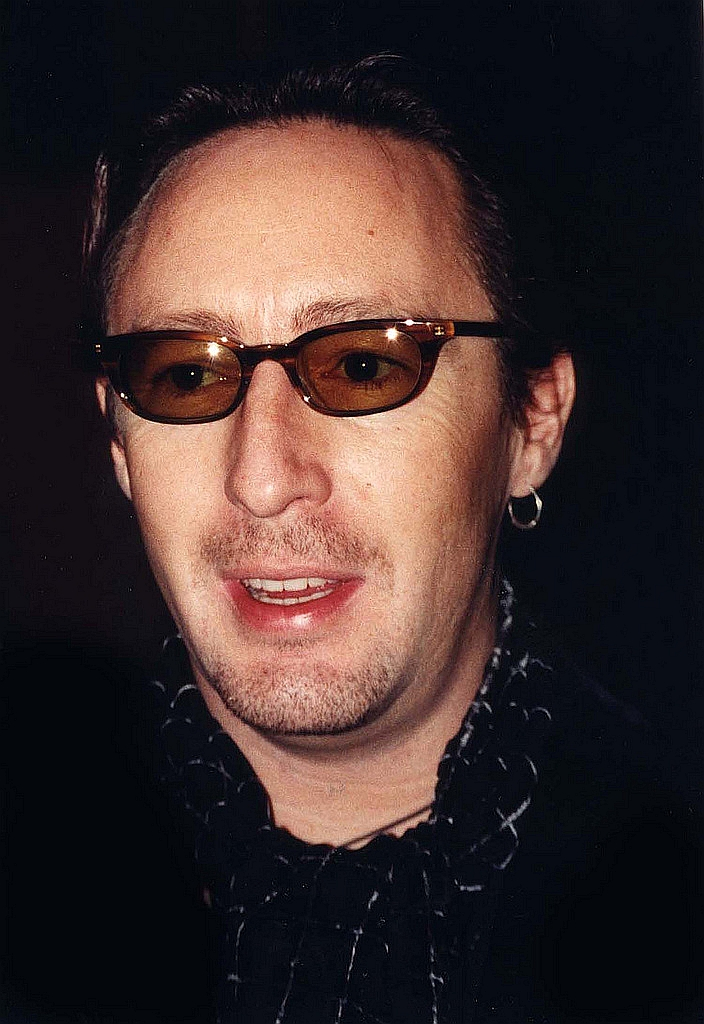
Lennon in 2000
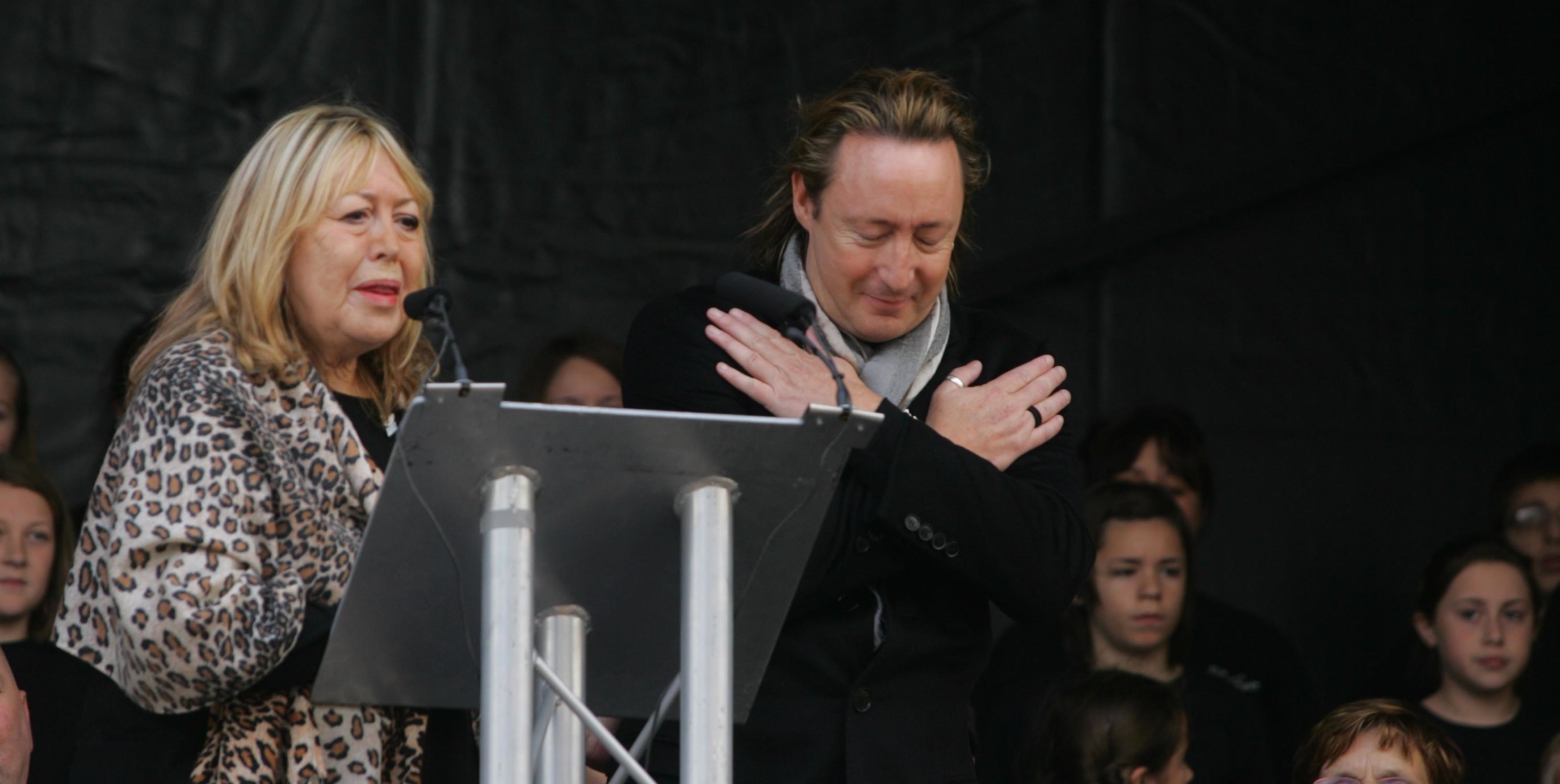
Julian Lennon met zijn moeder tijdens de onthulling van het John Lennon Peace monument in Liverpool op 9 oktober 2010.
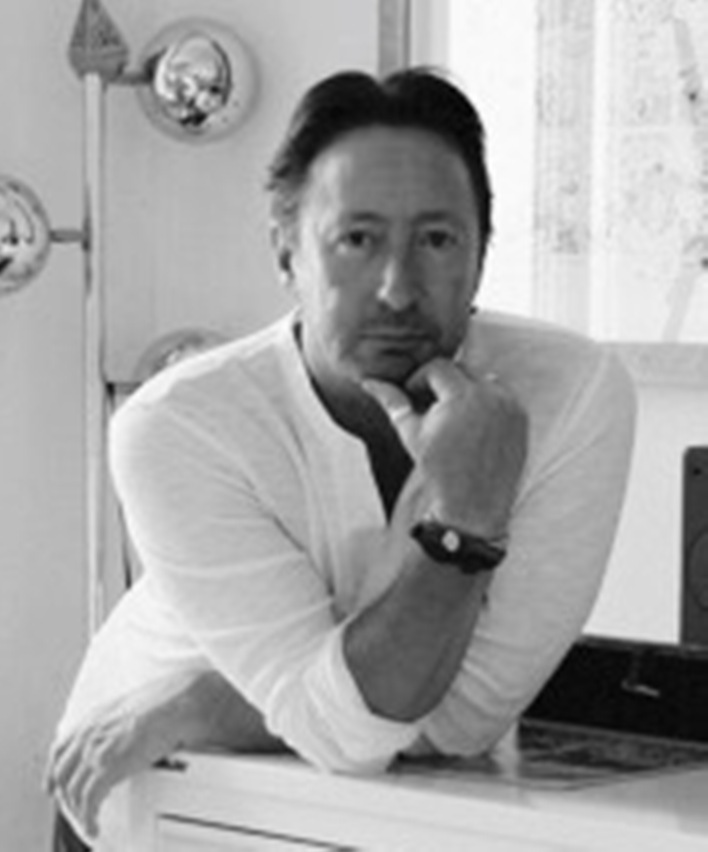
Lennon in 2015

## Discografie
- Valotte (1984)
- The Secret Value Of Daydreaming (1986)
- Mr. Jordan (1989)
- Help Yourself (1991)
- Photograph Smile (1998)
- Everything Changes (2011)
- Jude (2022)